# Bùi Xuân Hải
Bùi Xuân Hải (biệt danh Hải đồ cổ, sinh 1943 tại Hưng Yên) là một doanh nhân Việt Nam, hiện là chủ một công ty chuyên chế tác đồ gốm sứ mạ vàng ròng. Ông từng bốn lần vào tù.

## Thuở ban đầu
Bùi Xuân Hải sinh tại Hưng Yên, nhưng gia đình sống ở Hải Phòng từ năm 1927. Năm 1965, ông tốt nghiệp khoa Địa lý, Đại học Sư phạm Hà Nội, về dạy học ở Hưng Yên. Ông từng dạy ở các trường phổ thông trung học Phù Cừ, Văn Giang.

## Sự nghiệp
Trong thời gian dạy học ở Hưng Yên, Bùi Xuân Hải được học trò tặng một chiếc bình. Khi trở về Hải Phòng, ông mang theo chiếc bình này. Có một người bạn biết được chiếc bình đời Tống nên đã ngã giá mua 7 cây vàng. Thấy được giá trị của đồ cổ nên từ số vốn này, ông bắt đầu thu mua bình lọ cùng những đồ cũ khác. Ông mua đi bán lại và có được một gia sản. Đến năm 1980, ông đã có trong tay khoảng 3 tấn vàng. Từ Bắc vào Nam, ông có tổng cộng 200 điểm cất giữ đồ cổ. Cái tên Hải đồ cổ bắt đầu nổi danh ở Việt Nam.
Vừa buôn đồ cổ vừa buôn đồ cũ từ nước ngoài về, Bùi Xuân Hải sở hữu tài sản lên đến nhiều triệu USD. Tuy nhiên, ông bắt đầu vướng vòng lao lý.
Năm 1981, mang theo 1,7 kg vàng, Bùi Xuân Hải vào huyện Thái Thụy, tỉnh Thái Bình mua đồng đen. Khi đang mua hàng thì công an vào tịch thu cả hàng lẫn vàng. Ông phải ngồi tù 2 tháng vì tội buôn hàng quốc cấm.
Năm 1986, ông bị bắt lần thứ hai vì tội đầu cơ đồ cổ. Ông bị tạm giam 21 tháng mới được đưa ra xét xử. Tòa án luận tội "đầu cơ nhưng không trục lợi" với bản án 20 tháng tù. Ông được thả tại tòa.
Sau đó, ông dồn vốn liếng lập Công ty Haivinaco chuyên sản xuất đồ gốm sứ và đồ giả cổ. Chỉ sau 2 năm, công ty đã xuất khẩu lượng hàng hóa trị giá 8 triệu USD. Thời đỉnh cao, công ty có 5 doanh nghiệp trực thuộc và 4.000 công nhân.
Tháng 1 năm 1994, Bùi Xuân Hải bị Công an Hà Nội bắt vì tội lạm dụng tín nhiệm chiếm đoạt tài sản xã hội chủ nghĩa do nợ của một công ty xuất nhập khẩu 400 000 USD. Ra tòa lần thứ ba, ông tự bào chữa, chứng minh mình là chủ nợ chứ không phải con nợ. Án không thành. Ngày 31 tháng 5 năm 1995, ông được trả tự do nhưng mất hết sản nghiệp. Khi đó, chính quyền Hải Phòng đưa ra quyết định thu hồi các nhà máy bên quốc lộ 5 để mở rộng đường. Ba lò đốt cùng máy móc, nhà xưởng của ông bị tịch thu, chỉ được bồi thường 1%.
Bảy năm sau, năm 2002, Bùi Xuân Hải lại bị bắt giam vì vi phạm Luật Đất đai và bị ngồi tù 14 tháng.
Ngồi tù lần thứ tư khi gần 60, ông vẫn nghiên cứu và hoàn thành công nghệ vẽ vàng ròng lên đồ sứ trước khi đem nung. Ra tù, trắng tay nhưng ông đã lập xưởng sứ cao cấp vẽ vàng ở Hải Phòng và công ty Haidoco. Tại thời điểm 2014, xưởng sứ rộng hơn 21 000 m² với quy mô hơn 500 công nhân. Những bộ sản phẩm của ông được làm bằng tay, rất tinh xảo. Có những sản phẩm có giá bán lên tới hàng tỉ đồng. Ông được coi là người khởi xướng cho kỹ thuật dùng vàng ròng vẽ bằng tay lên sứ trong nghề gốm sứ thủ công Việt Nam.

## Gia đình
Bùi Xuân Hải có bốn người con.